# Toshihiro Yahata
Toshihiro Yahata (japanisch 矢畑 智裕 Yahata Toshihiro; * 29. Mai 1980 in der Präfektur Ibaraki) ist ein ehemaliger japanischer Fußballspieler.

## Karriere
Yahata erlernte das Fußballspielen in der Jugendmannschaft von Kashima Antlers. Seinen ersten Vertrag unterschrieb er 1999 bei den Kashima Antlers. Der Verein spielte in der höchsten Liga des Landes, der J1 League. 2000 wechselte er zum Zweitligisten Vegalta Sendai. 2001 wurde er mit dem Verein Vizemeister der J2 League und stieg in die J1 League auf. Für den Verein absolvierte er acht Spiele. 2004 wechselte er zum Zweitligisten Mito HollyHock. Danach spielte er bei den Matsumoto Yamaga FC. Ende 2008 beendete er seine Karriere als Fußballspieler.

## Erfolge
Kashima Antlers
- J.League Cup

Finalist: 1999